# Barbara Honigmann
Pour les articles homonymes, voir Honigmann.
Barbara Honigmann, née le 12 février 1949 à Berlin-Est, est une romancière et artiste-peintre allemande. 

## Biographie
Barbara Honigmann était la fille d’émigrants juifs allemands qui au temps du nazisme avaient cherché leur salut en s’exilant en Grande-Bretagne ; ils revinrent en 1947 à Berlin, pour collaborer à la construction de la nouvelle Allemagne. Son père Georges Honigmann se décida, poussé par ses convictions communistes, à s’installer dans la zone d'occupation soviétique. Pendant son exil en Angleterre, il s'était marié avec la mère de Barbara Honigmann, Alice Kohlmann originaire de Vienne et connue sous le nom de Litzi Friedmann (en) (1910-1991), qui avait été la première épouse de l'agent double Kim Philby.
Après son abitur Barbara Honigmann fit des études de théâtre à l’université Humbold, de 1967 en 1972. Au cours des années suivantes, elle travailla comme dramaturge et réalisatrice dans le Brandebourg et à la Volksbühne ainsi qu'au Deutsches Theater de Berlin-Est. Depuis 1975, elle travaille indépendamment comme écrivain.
Après la naissance de son premier enfant, elle se sentit confortée dans son identité juive, entra dans la communauté juive de Berlin-Est et se maria en 1981 selon les rites juifs. En 1984 elle quitta la R.D.A. Dans son livre Roman von einem Kinde (le roman d'un enfant), elle parle d'un « triple saut de la mort sans filet : de l'est à l'ouest, d'Allemagne en France, et de l'assimilation au cœur du judaïsme de la Thora ». Depuis lors elle vit à Strasbourg avec son mari, Peter Honigmann, directeur des archives centrales de Heidelberg consacrées à la recherche sur l'histoire des Juifs en Allemagne. Elle a deux enfants, Johannes Honigmann (né en 1976) et Ruben Honigmann (né en 1983).
Elle est membre du P.E.N.-Zentrums deutschsprachiger Autoren im Ausland qui réunit des auteurs germanophones résidant à l’étranger. Depuis 2007, elle est membre correspondant de l'Akademie der Wissenschaften und der Literatur Mainz (Académie des sciences et de la littérature de Mayence), et depuis 2009 membre correspondant de la Deutsche Akademie für Sprache und Dichtung (Académie allemande pour la langue et poésie).
Avec Maxim Biller, Rafael Seligmann, Esther Dischereit, Irina Liebmann, Robert Schindel, Peter Stéphane Jungk et d’autres auteurs elle fait partie de la « deuxième génération » d’écrivains germanophones appartenant à des familles juives qui ont survécu à l'holocauste.
Ses livres ont été traduits en français, en italien (Con tanto, tanto affetto, traduit par A. Luise. Éd. Marsilio, Venise en 2002), en anglais, en hongrois (Zohara utazása  (ISBN 963-9348-90-2)), en norvégien, en néerlandais, en portugais, en danois et en finnois.
En tant que peintre elle a déjà exposé plusieurs fois, entre autres et régulièrement à la galerie Michael Hasenclever de Munich.
Elle a reçu de nombreux prix littéraires, dont, en 2000, le prix Kleist, la deuxième plus haute distinction littéraire d'Allemagne après le prix Georg-Büchner.
Son fils aîné Johannes est traducteur littéraire.
Le 20 février 2016, Les Dernières Nouvelles d'Alsace lui ont consacré un article intitulé « La rue des débuts ».

## Critique littéraire
Le jury du prix littéraire Élisabeth Langgässer, qui lui a été attribué le 26 février 2012, a justifié son choix en disant que l’auteur aborde le judaïsme d'une manière chaleureuse et va chercher ce qui y est caché. Elle montre que le pouvoir du Mal n’a pas pu tout détruire, dit Irina Wittmer, qui voit en outre un parallèle avec l’histoire de la vie et de la famille d'Élisabeth Langgässer, marquée elle aussi par les irrationalités et les illusions du XXe siècle. Le critique culturel Thomas Koch, lui aussi membre du jury, a beaucoup apprécié les relations constantes avec la biographie de l’auteur et a qualifié son travail de prose sans fioriture, allégée, mais qui n’en reste pas moins très poétique.

## Prix
- 1986: Aspekte-Literaturpreis
- 1986: Preis der Frankfurter Autorenstiftung beim Verlag der Autoren
- 1992: Stefan-Andres-Preis
- 1994: Nicolas-Born-Preis für Lyrik
- 1996: Kester-Haeusler-Ehrengabe der Deutschen Schillerstiftung
- 2000: Prix Kleist
- 2001: Jeanette Schocken Preis
- 2001: Toblacher Prosapreis – Palazzo al Bosco
- 2004: Koret Jewish Book Award (New York)
- 2004: Solothurner Literaturpreis
- 2005: Spycher: Literaturpreis Leuk
- 2011: Max Frisch-Preis der Stadt Zürich[1]
- 2012: Elisabeth-Langgässer-Literaturpreis
- 2015: Ricarda-Huch-Preis für das literarische Werk
- 2018: Jakob-Wassermann-Literaturpreis
- 2020: Literaturpreis der Stadt Bremen für Georg
- 2021: Jean-Paul-Preis für das Lebenswerk
- 2022: Prix littéraire de la Fondation Konrad Adenauer[2]
- 2023: Prix Goethe de la ville de Francfort[3]
- 2024: Schiller-Gedächtnispreis
- 2024: Jehuda-Amichai-Literaturpreis
- 2024: Bundesverdienstkreuz am Bande

## Livres traduits en français
- Le Roman d'un enfant/Roman von einem Kinde (éd. La Nuée Bleue)
- Les Îles du passé/Damals, dann und danach (éd. Jacqueline Chambon)
- Un amour fait de rien/Eine Liebe aus nichts (éd. Liana Lévi)
- Très affectueusement/Alles, alles Liebe (éd. Liana Lévi)
- Le dimanche, le rabbin joue au foot/Am Sonntag spielt der Rabbi Fußball (éd. Eden)
- Blick übers Tal/Regard sur la vallée (éd. Spycher, Suisse, édition bilingue)
- L'Agent recruteur/Ein Kapitel aus meinem Leben, Éditions Denoël, 2008, roman, 169 pages  (ISBN 978-2-2072-5966-5)

## Livres encore inédits en France
- Soharas Reise (Le Voyage de Sohara)
- Das überirdische Licht: Rückkehr nach New York (La Lumière surnaturelle : retour à New York)
- Chronik meiner Straße (Chronique de ma rue) - 2015
- Georg - 2019

## Œuvres dramatiques (inédites en France)
- Der Schneider von Ulm (« Le Tailleur d'Ulm »)
- Das singende, springende Löweneckerchen (« L'Alouette chanteuse et sauteuse », du nom d'un conte de Grimm)

## Tableaux en ligne
- « Fiche et tableaux », sur hasencleverart.com (consulté le 28 février 2015)